# Reinhold Mercker

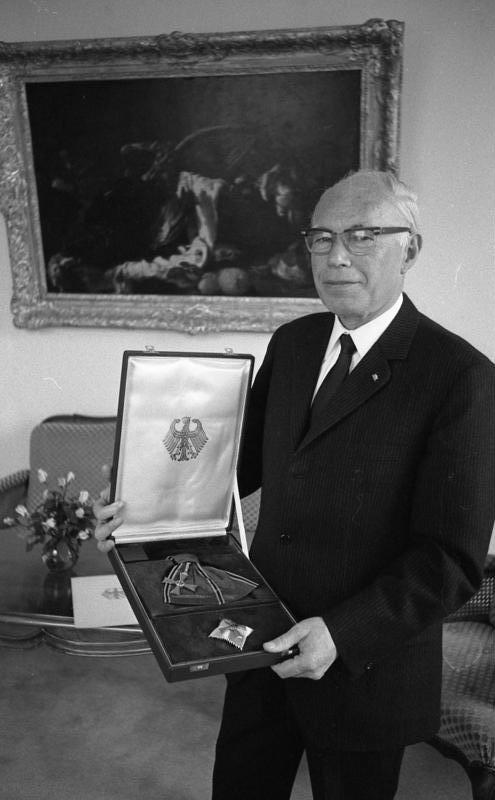
Reinhold Mercker, 1968

Reinhold Mercker (* 4. August 1903 in Braunschweig; † 26. März 1996) war ein deutscher Politiker.

## Leben
Reinhold Mercker studierte Rechtswissenschaften in Tübingen, München und Berlin, und legte 1929 die Große juristische Staatsprüfung ab. 1929 bis 1945 war er Mitarbeiter der Deutschen Reichspost, zuletzt im Amt eines Ministerialrats. 1947 bis 1950 war er als Richter zuerst am Landgericht Braunschweig und ab 1949 am Oberlandesgericht tätig. 1950 bis 1951 war er Oberregierungsrat im Niedersächsischen Justizministerium. 1951 bis 1956 war er Leiter des Referats IV 1 für Verfassungsrecht im Bundesministerium der Justiz. 1956 bis 1966 war er im Bundeskanzleramt tätig, lehnte 1966 allerdings die Ernennung zum Kanzleramtschef unter Bundeskanzler Ludwig Erhard ab. Mercker war vom 20. Juli bis zum 1. Dezember 1966 Staatssekretär im Bundesministerium für Angelegenheiten des Bundesverteidigungsrates. Anschließend war er bis 1. September 1968 als Staatssekretär im Bundesministerium für Ernährung, Landwirtschaft und Forsten mit der Neuordnung der Forschungsförderung beauftragt.
Im Jahr 1968 führte die nach ihm benannte Mercker-Kommission unter Mitwirkung des Ministerialrats Paul Raab und des Generalleutnants a. D. Alfred Zerbel eine interne Untersuchung des BND durch. Der bis heute als geheim eingestufte Mercker-Bericht deckte laut Presseberichten Führungsmängel, Vetternwirtschaft, Korruption sowie Missbrauch und Fehlverwendung von Haushaltsmitteln auf. Weiterhin soll der BND einen signifikanten Teil seiner Ressourcen auf das Ausspähen westdeutscher Politiker verwendet haben.

## Ehrungen
- 1968: Großes Verdienstkreuz mit Stern und Schulterband der Bundesrepublik Deutschland